# Вериги святого Петра
Вери́ги свято́го Петра́ (греч. Αλυσίδες του Αγίου Πέτρου, итал. Vincula di San Pietro) — христианская реликвия, цепи (вериги), которыми, по преданию, был скован апостол Пётр во время своих арестов:
- во время его ареста в Иерусалиме около 42 года по приказанию Ирода Агриппы: «И вот, Ангел Господень предстал, и свет осиял темницу. [Ангел], толкнув Петра в бок, пробудил его и сказал: встань скорее. И цепи упали с рук его» (Деян. 12:7);
- в Мамертинской тюрьме в Риме при императоре Нероне около 64 года.

В Православной церкви установлено поклонения честным веригам апостола Петра, которое празднуется 16 (29) января шестеричным богослужением.

## История реликвии
Изначально вериги хранились в Иерусалиме, пока патриарх Ювеналий не подарил их в 439 году императрице Евдокии, которая перевезла их в Константинополь. Одна из цепей была отправлена ею в Рим в качестве дара своей дочери Евдоксии (по другой версии, в дар папе Льву I). В Риме для хранения реликвии была построена базилика Сан-Пьетро-ин-Винколи (итал. Chiesa di San Pietro in Vincoli — «святой Пётр в оковах»). Цепь, присланная из Константинополя, была помещена в церковь вместе с другими оковами, в которых апостол Пётр содержался под арестом в Риме (цепь была обретена, по преданию, во II веке). Ныне цепи находятся в прозрачной дарохранительнице у центрального алтаря церкви.